# Црно-бијели свијет
Црно-бијели свијет је други студијски албум Прљавог казалишта који је 1980. године издала дискографска кућа Сузи. Вокал је Даворин Боговић, а албум садржи хитове "Ми плешемо" и насловну нумеру.

## Списак песама

### А страна
1. „ Црно-бијели свијет “ (3:11)
2. "Модерна дјевојка" (3:54)
3. "Нове ципеле" (3:29)
4. "Недјељом ујутро" (4:22)
5. „Нека те ништа не брине“ (4:12)

### Б страна
1. "Загреб" (3:06)
2. „17 ти је  година тек“ (3:19)
3. "Неки моји пријатељи" (2:57)
4. "Сам" (4:05)
5. "Ми плешемо" (4:31)

- Укупно трајање: 37:06.

## Постава
- ритам гитара - Јасенко Хоура
- вокал - Даворин Боговић
- соло гитара - Маријан Бркић
- бас гитара - Нинослав Храстек
- бубњеви - Тихомир Филеш

## Продукција
- Продуцент - Иван Пико Станчић
- Извршни продуцент - Милан Шкрњуг
- Аранжер - Јасенко Хоура (композиције: Б2, Б3, Б5), Иван Станчић (композиције: А1 до А5, Б1, Б4)
- Текст - Џером Помус (композиција: Б2), Мортимер Шуман (композиција: Б2)
- Текст и музика - Јасенко Хоура (композиције: А1 до А5, Б1, Б3, Б5)
- Музика - Швабах Курт (композиција: Б2)
- Сниматељ - Бруно Маласома
- Дизајн - Мирко Илић
- Хрватски превод - Марио Кинел (композиција: Б2)
- Фотографија (унутар албума) - Дамил Калогјера
- Фотографија (ван албума) - Марко Чолић